# اندی براون (بازیکن فوتبال، زاده ۱۹۶۳)
اندی براون (انگلیسی: Andy Brown؛ زادهٔ ۱۷ اوت ۱۹۶۳) بازیکن فوتبال اهل انگلستان است.
از باشگاه‌هایی که در آن بازی کرده‌است می‌توان به باشگاه فوتبال ترانمره راورز اشاره کرد.